# Ferrovia Milano-Lecco
La ferrovia Milano-Lecco è la linea ferroviaria principale che collega Milano con Lecco, passando per il nodo ferroviario di Carnate.

## Storia
| Tratta         | Inaugurazione    |
| -------------- | ---------------- |
| Milano-Monza   | 17 agosto 1840   |
| Lecco-Calolzio | 4 novembre 1863  |
| Monza-Calolzio | 27 dicembre 1873 |

La ferrovia nasce nel 1873 dal prolungamento della ferrovia Milano-Monza - del 1840 - fino all'allora Stazione di Calolzio della ferrovia Lecco-Bergamo (ultimata nel 1863), dove venne raccordata in direzione Lecco.
Il tracciato rettilineo e pianeggiante via Carnate-Calolziocorte venne in realtà preso in considerazione e infine scelto solo in un secondo momento, essendo all'epoca attiva una forte richiesta di collegamento ferroviario nella zona dei Colli Briantei, con Comuni quali Oggiono e Besana che avevano già presentato diversi progetti per un tracciato che li servisse; la scelta del tracciato via Carnate venne infatti principalmente presa per i minori costi di realizzazione, scontentando le richieste precedentemente fatte.
All'epoca della progettazione, attraverso tale ferrovia si intendeva per altro creare un collegamento con la Svizzera, avendo in programma di proseguire da Lecco verso nord sulla sponda est del Lario, e poi tramite la Valchiavenna, fino alle terre elvetiche (raggiungendo la stazione di Coira - attiva dal 1858 - e con ciò la rete ferroviaria svizzera); nel 1876 venne però concluso il collegamento ferroviario Milano-Chiasso, che raccordandosi con la già parzialmente operativa ferrovia del Gottardo mise da subito la Svizzera in contatto ferroviario con Milano, mentre il progetto via Lecco - con tracciato più lungo in territorio italiano - si attardava. Solo nel 1894 si raggiunse infatti Chiavenna via Lecco, ragion per cui il progetto di proseguimento da lì verso nord - per il collegamento ferroviario italo-svizzero via Coira - venne a quel punto meno rispetto alle sue potenzialità ed esigenze iniziali, e quindi abbandonato.
La tratta da Monza a Lecco fu elettrificata in corrente alternata trifase nel 1914. Nel 1952 fu convertita a corrente continua.
Nel maggio 1963 venne attivato il tronco fra Milano Greco Pirelli e Milano Porta Garibaldi, comprendente la galleria Mirabello.

### Il raddoppio del binario
Il raddoppio tra Monza e Carnate venne realizzato nel 1916.
Il raddoppio tra Lecco e Calolziocorte - stazione di diramazione - potrebbe essere avvenuto in periodi contigui a quello tra Carnate e Monza.
I lavori per il raddoppio del binario fra Carnate e Calolziocorte iniziarono negli anni ottanta del XX secolo. Il 14 ottobre 1990 venne attivata una variante di tracciato, quasi completamente in galleria, e predisposta per il raddoppio, fra Airuno e Calolziocorte, ma poco dopo i lavori si arrestarono. Il 3 dicembre 2007 venne attivata una breve variante di tracciato fra le stazioni di Cernusco-Merate e Olgiate-Calco-Brivio, provvisoriamente a semplice binario: il raddoppio fra queste due stazioni venne attivato il 21 aprile 2008, e contemporaneamente la stazione di Cernusco-Merate fu declassata a fermata. Nel frattempo, il raddoppio in sede fra le stazioni di Carnate-Usmate e Cernusco-Merate era stato attivato il 15 dicembre 2007. Il 29 luglio 2008 venne attivata la variante a doppio binario fra le stazioni di Olgiate-Calco-Brivio e Airuno; contemporaneamente le stazioni di Olgiate-Calco-Brivio e Airuno furono declassate a fermate.

#### Ipotesi triplicamento del binario tra Monza e Arcore
Nel maggio 2019 l'Amministratore Delegato di Trenord riferisce di opportunità di triplicamento del binario nella tratta Monza-Arcore; tale opzione vedrebbe inglobato il binario della ferrovia Monza-Molteno-Lecco nella ferrovia Monza-Carnate-Lecco tra Villasanta e Monza, con le annesse problematiche di attraversamento del binario dispari - il discendente da Carnate a Monza - per i treni in servizio sulla Monza-Molteno-Lecco, ciò sia in Villasanta che alla stazione di Monza Sobborghi, ed eventualmente anche presso la non precisamente definita nuova stazione di Monza Est Parco prevista tra Monza Sobborghi e Villasanta.

## Caratteristiche
La linea ferroviaria è gestita da Rete Ferroviaria Italiana, che la qualifica come linea complementare; è a doppio binario ed è elettrificata a 3000 volt in corrente continua.

### Percorso
| Continuation backward |

| Unknown route-map component "BHFSPLa" |

| Unknown route-map component "dWASSERq" | Unknown route-map component "vWBRÜCKE1" | Unknown route-map component "dWASSERq" |

| Unknown route-map component "CONTgq" | Unknown route-map component "SPLegr " |  |

| Unknown route-map component "dSKRZ-GDBUE" |

| Unknown route-map component "CONTgq" | Unknown route-map component "ABZg+r" |  |

| Station on track |

| Stop on track |

| Unknown route-map component "dSKRZ-GDBUE" |

| Station on track |

| 26+046 |
| 30+404 |

|  | Unknown route-map component "ABZgl" | Unknown route-map component "CONTfq" |

|  | Unknown route-map component "xSHI2gl" | Unknown route-map component "BS2c3" |

| Unknown route-map component "d" | Unknown route-map component "dWASSERq" | Unknown route-map component "exdWBRÜCKE" | Unknown route-map component "dWBRÜCKE" | Unknown route-map component "dWASSERq" |

|  | Unknown route-map component "xSHI2g+l" | Unknown route-map component "BS2c4" |

| Unknown route-map component "KRW+l" | Unknown route-map component "xKRWgr" |  |

| Unknown route-map component "tSTRa@g" | Unknown route-map component "exSTRo" |  |

| Unknown route-map component "tSTRe@f" | Unknown route-map component "exTUNNEL2" |  |

| Enter and exit short tunnel | Unknown route-map component "exTUNNEL2" |  |

| Unknown route-map component "KRWl" | Unknown route-map component "xKRWg+r" |  |

| Unknown route-map component "exl-BHF" + Stop on track |

| 24+681 |
| 24+184 |

| Unknown route-map component "KRW+l" | Unknown route-map component "xKRWgr" |  |

| Unknown route-map component "tSTRa@g" | Unknown route-map component "exSTR" |  |

| Unknown route-map component "tSTRe@f" | Unknown route-map component "exTUNNEL2" |  |

| Unknown route-map component "KRWl" | Unknown route-map component "xKRWg+r" |  |

| Unknown route-map component "HSTeBHF" |

|  | Unknown route-map component "xKRWgl" | Unknown route-map component "KRW+r" |

|  | Unknown route-map component "exSTR" | Enter and exit short tunnel |

|  | Unknown route-map component "xKRWg+l" | Unknown route-map component "KRWr" |

| Unknown route-map component "HSTeBHF" |

| Stop on track |

|  | Unknown route-map component "ABZg+l" | Unknown route-map component "CONTfq" |

| Station on track |

| Unknown route-map component "CONTgq" | Unknown route-map component "ABZgr" |  |

| Unknown route-map component "dSKRZ-GDBUE" |

| Unknown route-map component "HSTeBHF" |

| Unknown route-map component "CONTgq" | Unknown route-map component "cSTRq" | Unknown route-map component "dKRZo" | Unknown route-map component "dSTR+r" | Unknown route-map component "cd" |

| Unknown route-map component "d" | Unknown route-map component "dSTR" | Unknown route-map component "dBHF" |

|  | Unknown route-map component "uexdCONTgq" | Unknown route-map component "emdKRZo" | Unknown route-map component "emdKRZo" | Unknown route-map component "uexCONTfq" |

| Unknown route-map component "d" | Unknown route-map component "dSKRZ-GDBUE" | Unknown route-map component "dSKRZ-GDBUE" |

| Unknown route-map component "cd" | Unknown route-map component "c" + Unknown route-map component "dSTR" | Unknown route-map component "HSTeBHF" |

| Unknown route-map component "d" | Unknown route-map component "dWASSERq" | Unknown route-map component "vWBRÜCKE1" | Unknown route-map component "dWASSERq" |

| Unknown route-map component "d" | Unknown route-map component "dWASSERq" | Unknown route-map component "vWBRÜCKE1" | Unknown route-map component "dWASSERq" |

| Unknown route-map component "tdCONTgq" | Unknown route-map component "tSTR+r" + Unknown route-map component "v-SHI1l" | Unknown route-map component "vSHI1r-" |

| Unknown route-map component "c" + Unknown route-map component "PORTALg" | Unknown route-map component "vBHF" | Unknown route-map component "c" |

| 0+000           |
| 11+934 (12+575) |

| Unknown route-map component "exvSTR-" + Unknown route-map component "vÜWBr" |

| Unknown route-map component "dRAq" | Unknown route-map component "vSKRZ-Ao" | Unknown route-map component "dRAq" |

| Unknown route-map component "dRAq" | Unknown route-map component "vSKRZ-Au" | Unknown route-map component "dRAq" |

| Unknown route-map component "vBHF" |

| Unknown route-map component "evBHF" |

| Unknown route-map component "vBHF" |

|  | Unknown route-map component "d-STR+l" | Unknown route-map component "v-SHI2gr" + Unknown route-map component "lvMKRZu@f" + Unknown route-map component "-STRq" | Unknown route-map component "v-STR+rf" + Unknown route-map component "vSHI4l-" + Unknown route-map component "vSTRl-" | Unknown route-map component "vSHI4+r-" + Unknown route-map component "STR2+r" | Unknown route-map component "dSTRc3" |

| Unknown route-map component "CONTgq" | Unknown route-map component "SPLer" + Transverse track | Transverse track + Unknown route-map component "dKRZu" | Unknown route-map component "vKRZu" | Unknown route-map component "dSTR+r" + Unknown route-map component "dSTRc1" | Unknown route-map component "dSTR+4" |

|  |  | Unknown route-map component "dSTR" | Unknown route-map component "dSTR+l-" + Unknown route-map component "d-STR+l" | Unknown route-map component "vSTR" + Unknown route-map component "lvMKRZu@g" + Unknown route-map component "STRq-" + Unknown route-map component "vSTR+rf-STR+lf" | Unknown route-map component "dSTR+r-" + Unknown route-map component "dSTR" + Unknown route-map component "d-STR+r" + Unknown route-map component "dSTRc2" | Unknown route-map component "dSTR3" |

|  |  | Unknown route-map component "vSHI2g+l-" | Unknown route-map component "v-SHI2g+r" | Unknown route-map component "dABZg+1" | Unknown route-map component "dSTRc4" |

| Unknown route-map component "+c" | Unknown route-map component "c" + Unknown route-map component "lCSTRa@f" | Unknown route-map component "xv-SHI2gr" |  | Unknown route-map component "vSTR-" + Unknown route-map component "v-STRlg+lf" | Unknown route-map component "dvCONTfq" |

| Unknown route-map component "cd" | Unknown route-map component "c" + Unknown route-map component "tCSTRe" | Unknown route-map component "exv-STR" |  | Unknown route-map component "vSTR" + Unknown route-map component "lvDSTRa" |

| Unknown route-map component "tSTRc2" | Unknown route-map component "d" + Unknown route-map component "tSTR3" | Unknown route-map component "exkABZg23" | Unknown route-map component "d" | Unknown route-map component "c" + Unknown route-map component "lDBHF(r)" | Unknown route-map component "c" + Unknown route-map component "vKBHFe" + Unknown route-map component "lhvSTR(r)q" | Unknown route-map component "lDBHF(l)" |

| Unknown route-map component "d" + Unknown route-map component "tSTR+1" | Unknown route-map component "d" + Unknown route-map component "exkkABZ+1l" | Unknown route-map component "d" + Unknown route-map component "tSTRc4" | Unknown route-map component "exKRZ+xk14" + Unknown route-map component "exSTR+r" + Unknown route-map component "exSTR2+r" | Unknown route-map component "exkABZq+4" + Unknown route-map component "exlBHF~L" + Unknown route-map component "exSTRc3" | Unknown route-map component "exCONTfq" + Unknown route-map component "exlBHF~R" |

| Unknown route-map component "tdSTR" | Unknown route-map component "exdSTR" | Unknown route-map component "c" | Unknown route-map component "exSTR+c1" | Unknown route-map component "exSTRl+4-" + Unknown route-map component "exlv-BHF@G" | Unknown route-map component "cd" |

| Unknown route-map component "tvSTRe-" + Unknown route-map component "exv-STR" | Unknown route-map component "exv-STR" + Unknown route-map component "tvSTR+l-" | Unknown route-map component "tCONTfq" |  |

| Unknown route-map component "vBHF-KBHFxa" | Unknown route-map component "tdBHF" | Unknown route-map component "exdSTR" |  |  |

| Unknown route-map component "tdCONTgq" | Unknown route-map component "vKRZt" | Unknown route-map component "tdSTRr" | Unknown route-map component "exvSTR-" |  |  |

| Unknown route-map component "dvCONTgq" | Unknown route-map component "vSTRr" | Unknown route-map component "d" | Unknown route-map component "exvSTR-" |  |  |

| Unknown route-map component "exBHF" | Unknown route-map component "d" |

| Unknown route-map component "exKBHFe" | Unknown route-map component "d" |

## Traffico

### Servizi ferroviari passeggeri
La linea è percorsa da diversi servizi ferroviari passeggeri:
- Treni suburbani S8 Milano Porta Garibaldi–Lecco via Carnate) con fermata in tutte le stazioni esclusa Vercurago, a frequenza semioraria nei giorni lavorativi dalle 5 alle 23 (con un'ulteriore coppia limitata alla tratta Milano-Carnate nell'ora di punta della mattina) e frequenza oraria nei giorni festivi; le ultime corse della serata partono da Milano Centrale, così da potere essere utilizzate dai viaggiatori in arrivo con i treni serali della lunga percorrenza [13]
- Treni "Regionali" R Bergamo–Lecco (nella tratta Calolziocorte–Lecco)
- Treni "Regionali" R Milano–Bergamo via Carnate (nella tratta Milano–Carnate)
- Treni "Regio Express" RE Milano–Sondrio–Tirano (dei treni diretti similari ai Regionali Veloci RV di Trenitalia), che hanno cadenza oraria, e collegano Milano Centrale a Tirano in circa 2h30', con una velocità commerciale media pari a circa 65 km/h; alcune corse aggiuntive hanno come partenza Milano Rogoredo [14]

### Servizi ferroviari merci
Percorrono la linea alcuni treni merci giornalieri che servono principalmente una fonderia a Lecco e settimanalmente un treno con acqua minerale da Tirano.

## Materiale rotabile
La linea suburbana S8 dalla sua istituzione (2008) è stata servita da treni navetta composti da E.464 e generalmente 6 carrozze doppio piano (in parte ristrutturate, revamp), convogli già in servizio come regionali su tale direttrice precedentemente all'attivazione della S8; nello stesso periodo i "diretti" per la Valtellina sono composti da E.464 e carrozze MDVC (dall'aprile 2020 8 convogli con MDVC revampizzate)
Dal 2015 sono utilizzati per i servizi Regio Express anche ETR 425 e ETR 526, spesso in doppia composizione, mentre da ottobre 2020 per la S8 vengono introdotti i Caravaggio,  cioè, ETR421 utilizzati in coppia, e più raramente ETR521 usati singolarmente. Nuovi treni a doppio piano, in graduale sostituzione dei convogli doppio piano ormai giunti ai 40 anni di servizio.
Dal 30 marzo 2024 sui servizi Regio Express Milano-Tirano circolano, oltre agli ETR 425+ETR 526, in doppia composizione, 2 convogli ETR 204 Donizetti in sostituzione delle composizioni ordinarie E464+MDVC.

### Esplicative
1. ↑  Viene specificato il percorso via Carnate poiché Milano è collegata a Lecco - senza regressi e senza alcun cambio - anche attraverso il nodo ferroviario di Molteno, tramite la meno diretta ferrovia Monza-Molteno-Lecco, che ha in comune con la Milano-Lecco il solo tratto Milano-Monza
2. ↑  Un collegamento in ferro per i Colli Briantei venne comunque successivamente realizzato, prima tramite la Tranvia Monza-Oggiono, e poi tramite la ferrovia Monza-Molteno

### Bibliografiche
1. ↑  PROGETTO DI FERROVIA ATTRAVERSO LE ALPI PEL PASSO DELLO SPLUGA http://www.libreriamalavasi.com/libri-antichi/progetto-di-ferrovia-attraverso-le-alpi-pel-passo-dello/15341
2. ↑  Camera di Commercio di Milano - Atti dal 1861 al 1920 - http://www3.mi.camcom.it/index.phtml?Id_VMenu=390&p=45&ordina=Descrizione_Sezione_4
3. ↑  "I Treni" n. 186, ottobre 1997, p. 14-15
4. ↑   Amici del trifase [testi: José Banaudo, Michel Braun], A Vent'anni dal Trifase, Alzani, 1996, ISBN 88-8170-050-6.. Cfr.  Giorgio Stagni, Trazione trifase - La rete. Anno 1961., su Stagniweb. URL consultato il 24 febbraio 2012.
5. ↑   Armando Nanni, Un anno sui binari, in Voci della Rotaia, anno VI, n. 12, dicembre 1963,  p. 4.
6. ↑  scoprilabrianzatuttoattaccato.wordpress.com "LA STAZIONE DI ARCORE SULLA LINEA FERROVIARIA MONZA-CALOLZIO" "Negli anni 1912/15, si espropriano ulteriori terreni per il 3º binario di Arcore, questi espropri si rendono necessari in funzione del raddoppio della linea ferroviaria fra Monza e Carnate, avvenuta nel 1916."
7. ↑  "Notizia flash" in "I Treni Oggi" n. 110 (dicembre 1990), p. 8
8. 1 2  Impianti FS, in "I Treni" n. 300 (gennaio 2008), p. 8
9. ↑  Impianti FS, in "I Treni" n. 304 (maggio 2008), p. 8
10. ↑  Impianti FS, in "I Treni" n. 307 (settembre 2008), p. 7
11. ↑  ferrovie.it "Trenord, Piuri: 'Bergamo europea con i treni all'aeroporto'" (Comunicato stampa Trenord - 10 maggio 2019)
12. ↑   RFI - Rete in esercizio (PDF), su site.rfi.it. URL consultato il 28 agosto 2009 (archiviato dall'url originale il 22 luglio 2011).
13. ↑   Orario linea S8 Milano Porta Garibaldi-Carnate-Lecco (PDF), su trenord.it.
14. ↑   Orario linea Milano-Lecco-Sondrio-Tirano (PDF), su trenord.it.
15. ↑  Ferrovie: revamping per le carrozze Medie Distanze di Trenord, 6 novembre 2019.